# Pteris angustipinnula
Pteris angustipinnula là một loài thực vật có mạch trong họ Pteridaceae. Loài này được Ching & S.H. Wu miêu tả khoa học đầu tiên năm 1983.